# Michail Fabianowitsch Gnessin
Michail Fabianowitsch Gnessin (russisch Михаил Фабианович Гнесин; geboren 21. Januarjul. / 2. Februar 1883greg. in Rostow am Don, Russisches Kaiserreich; gestorben 5. Mai 1957 in Moskau) war ein russischer Komponist.

## Leben
Sein Vater Fabian Ossipowitsch Gnessin war Rabbiner und seine Mutter Bella Issajewna Gnessina (geb. Fletsinger) hatte Klavier studiert, bevor sie eine mögliche Musikerkarriere zugunsten der Erziehung ihrer Kinder aufgab. Gnessin studierte 1899 bei Georgi Konjus in Moskau und von 1901 bis 1909 am Sankt Petersburger Konservatorium bei Nikolai Rimski-Korsakow, Anatoli Ljadow und Alexander Glasunow. Nach der Revolution 1905 war er wegen Agitation für ein Jahr vom Studium suspendiert. Nach einem Aufenthalt in Deutschland unterrichtete er von 1911 bis 1913 in Jekatarinodar und bis 1921 in Rostow. Nach Aufenthalten in Palästina in den Jahren 1914 und 1921 und einem Deutschlandaufenthalt 1921, wo er einer der Mitbegründer des in Berlin ansässigen jüdischen Musikverlages Jiwneh war, unterrichtete er von 1923 bis 1935 an der von seiner Schwester gegründeten Musikschule in Moskau Komposition. Bis 1944 wirkte er am Leningrader Konservatorium, danach bis 1951 erneut an der Musikschule seiner Schwester. Gnessin komponierte Werke für Orchester, für Chor und Orchester, Kammermusik, Klavierstücke, Chöre, Lieder, Schauspielmusiken und Volksliedbearbeitungen. Er war Verdienter Kunstschaffender der RSFSR und erhielt 1946 den Stalinpreis.
Gnessins Schwester Jelena Gnessina gründete 1893 in Moskau eine private Musikschule, das heutige Gnessin-Institut. Sie komponierte Etüden und Kinderstücke für Klavier.

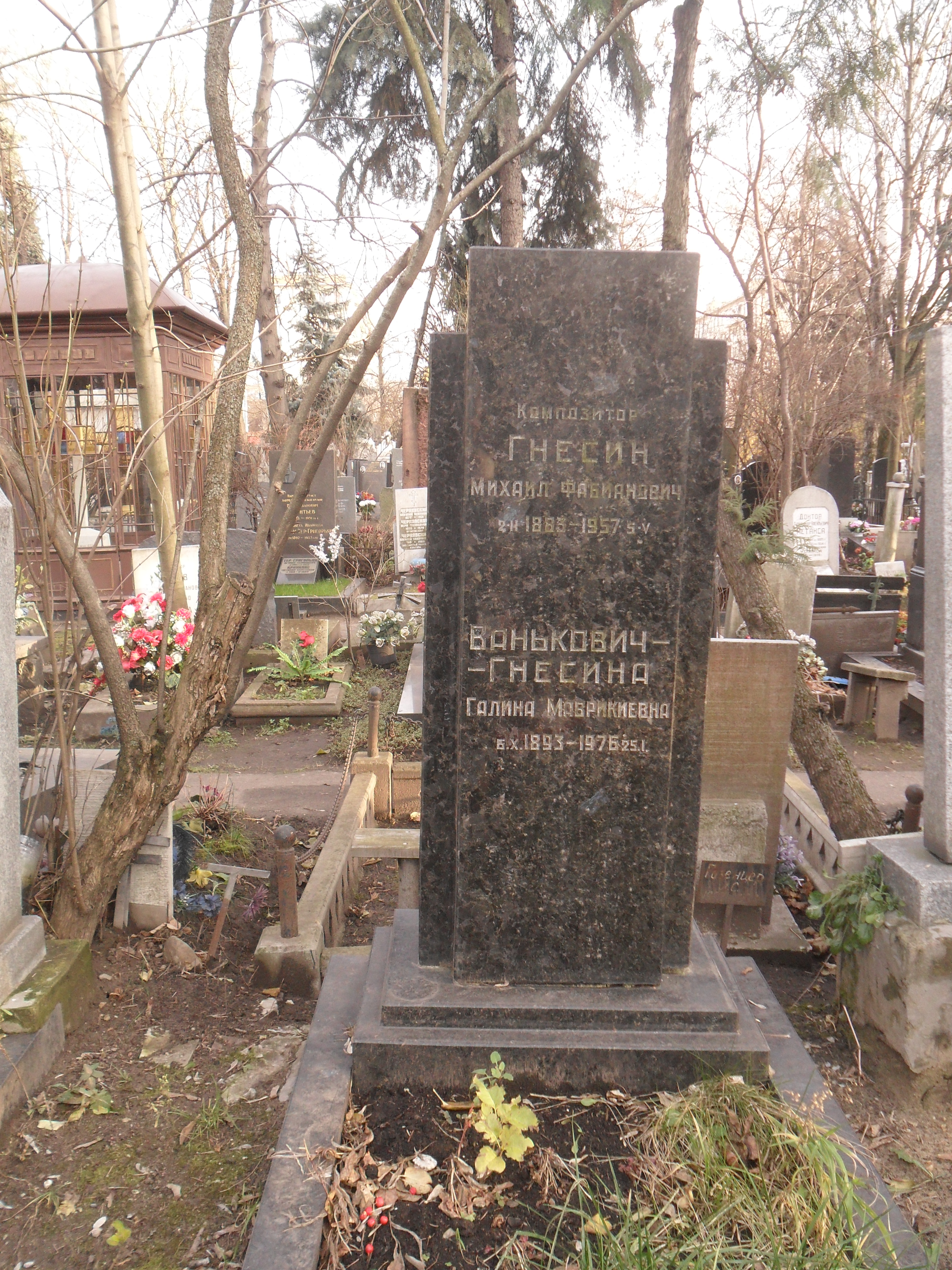
Grabstelle auf dem Nowodewitschi-Friedhof

## Werke (Auswahl)
- Trauertänze für Orchester
- Ballade für Cello und Orchester
- Sinfonisches Monument für Chor und Orchester
- Dithyrambos für Singstimme und Orchester
- Requiem
- Variationen über ein hebräisches Volkslied für Streichquartett
- Lied eines fahrenden Ritters für Harfe und Streichquartett
- Elegie pastoriale für Klaviertrio
- Ballade für Klaviertrio
- Die Rote Armee, Chorkantate